# وزارة الحج والشؤون الدينية (أفغانستان)
ضمت الحكومات السابقة والحالية لأفغانستان وزير الحج والشؤون الدينية ( بالبشتوية : داري : وزارت ارشاد ، حج و اوقاف ) في حكومة أفغانستان . وزير الحج والشؤون الدينية بالوكالة هو نور محمد صقيب.

## مهام الوزارة
وزارة الحج والشؤون الدينية هي الوزارة الرئيسية المسؤولة عن معالجة الشؤون الدينية في أفغانستان. وتشمل مسؤوليات الوزارة ما يلي: إرسال الأفغان (الحجاج) لأداء الحج إلى المملكة العربية السعودية . إرسال المعتمرين (لأداء العمرة) المملكة العربية السعودية أيضاً من خلال شركات السياحة الخاصة. تحصيل الإيرادات المتعلقة بالأوقاف وتقديمها للحكومة في حساب مصرفي محدد. تحديد وحيازة الممتلكات ذات الصلة بالوقف ؛ تزويد الفتيات والفتيان بالتعاليم الإسلامية في المساجد والأماكن المقدسة ؛ تنسيق الشؤون المتعلقة بقارس (قراءة وتجويد القرأن الكريم) وحافظ (حفظ القرأن الكريم) وضمان الشؤون الثقافية والإعلانية . الخانقس (أماكن الطرق الصوفية)؛ ضمان العلاقات الدبلوماسية مع السفارات ومع منظمات الرعاية الإسلامية في جميع أنحاء العالم من خلال وزارة الخارجية ؛ إصدار الفتاوى واختبار الأئمة والخطباء ؛ - تنسيق أفضل للوعظ من خلال المساجد وتكية خانه. عقد الاجتماعات والاحتفالات الدينية ؛ ورفع مستوى الوعي العام حول القضايا الدينية على المستوى الوطني ودون الوطني. تصدر الوزارة النشرة الصحفية (بيام الحق) وتشرف على عمل مركز أبحاث الدراسات الإسلامية. 

## وصلات خارجية
- الموقع الرسمي للوزارة